# Chris Bradford
Chris Bradford – brytyjski pisarz, zawodowy muzyk i posiada czarny pas w sztukach walki. Znany ze swojej serii książek dla młodzieży Młody Samuraj.
Pierwsza książka serii, Droga Wojownika, została opublikowana w Anglii przez Puffin Books w 2008 roku. W Polsce została opublikowana przez wydawnictwo „Nasza Księgarnia” w 2009 roku.
Chris napisał również wiele książek o branży muzycznej. Zanim został pisarzem na pełny etat, Chris był zawodowym kompozytorem, który współpracował z wieloma muzykami, w tym Dave'em Calhoqoun (Ian Brown 'F.E.A.R.'), Iain Archer zwycięzcą Ivor Novello Awards (Snow Patrol), i legendarnym Grahamem Gouldmanem. Jako artysta, Chris występował z Jamesem Bluntem na Notting Hill Carnival oraz dla JKM Elżbiety II.
Jako mistrz sztuk walki, Chris dołączył do klubu judo w wieku 7 lat i ma ponad 30 lat doświadczenia w sztukach walki w różnych stylach, m.in. iaidō, wadō-ryū karate, shōtōkan karate, Muay Thai, aikido i taijutsu, w którym ma czarny pas.

### SeriaMłody Samuraj
- Młody Samuraj: Droga Wojownika (ang. 2008, pl. 2009)
- Młody Samuraj: Droga Miecza (ang. 2009, pl. 2010)
- Młody Samuraj: Droga Smoka (ang. 2010, pl. 18 maja 2011)
- Młody Samuraj: Krąg Ziemi (ang. 2010, pl. 16 maja 2012)
- Młody Samuraj: Krąg Wody (ang. 2011, pl. 15 maja 2013)
- Młody Samuraj: Krąg Ognia (ang. sierpień 2011, pl. 9 października 2013)
- Młody Samuraj: Krąg Wiatru (ang. listopad 2011)
- Młody Samuraj: Krąg Nieba (ang. czerwiec 2012)
- Young Samurai: The Return of the Warrior (ang. wrzesień 2019)

### TrylogiaNinja
- Ninja: First Mission (2011)
- Ninja: Death Touch (2012)
- Ninja: Assassin (2014)
- Shadow Warriors (2016)

### SeriaAgent
- Agent: Zakładniczka (ang. 2013, pl. czerwiec 2015)
- Agent: Okup (ang. 2014, pl. czerwiec 2016)
- Bodyguard: Ambush (ang. 2015)
- Bodyguard: Target (ang. maj 2016)
- Bodyguard: Assassin (ang. maj 2017)
- Bodyguard: Fugitive (ang. 2018)

### SeriaBulletcatcher
- Bulletcatcher
- Bulletcatcher: Sniper
- Bulletcatcher: Blowback

### SeriaGamer
- Gamer (2012)
- Gamer: Virus (2018)
- Gamer: Killzone (2019)

### Muzyka
- Heart & Soul: Revealing The Craft Of Songwriting (2005)
- Record Deals OutLoud (2006)
- Music Publishing OutLoud (2006)
- Artist Management OutLoud (2006)
- Crash Course Songwriting (2007)